# Harry Smart
Harry Smart (Yorkshire, 6 marzo 1956) è un poeta britannico.

## Pubblicazioni
Ha avuto tre raccolte di poesie pubblicate da Faber and Faber:
- Shoah (ISBN 0571167934, maggio 1993)
- Pierrot (ISBN 0-571-16279-7)
- Fool's Pardon (ISBN 0571173594, luglio 1995)[1]

Ha anche scritto un romanzo, chiamato Zaire (ISBN 1-873982-92-5).